# Coelichneumon nothus
Coelichneumon nothus là một loài tò vò trong họ Ichneumonidae.